# Kinesisk kanslistil

Kanslistil (till höger) jämfört med reguljärskrift (till vänster)

Kanslistil eller officiell skrift (隶书; 隸書; Lìshū) är en variant av kinesisk kalligrafi och en av de fem grundstilarna.
Kanslistilen utvecklades redan under tiden för De stridande staterna (403 f.Kr–221 f.Kr.), alltså innan Qindynastin 221 f.Kr. hade enat Kina. Stilen utvecklades ur stor sigillskrift.
I inledningen av Qindynastin (221 f.Kr.–206 f.Kr.) standardiserades skriften till sigillskrift, men den visade sig vara långsam och otymplig vilket ledde till vidareutveckling av kanslistilen under slutet av Qindynastin. Stilen blev etablerad under 200-talet f.kr. tidigt under den efterföljande Handynastin. Under Östra Handynastin (25–220) hade kanslistilen sin storhetstid. Mycket på grund av att papper och pensel blev det etablerade skrivredskapet som gav kalligrafisterna många frihetsgrader.
Skrivtecknen i kanslistil är lite avlånga och linjerna har till skillnad från sigillskriften olika skärpa, form och tjocklek. Stilen har mycket horisontella linjer och är kantig, och har ett "modernt" utseende. Den skrift som vanligen används idag, reguljärskrift, är baserad på kanslistil, fast med kursiva element.

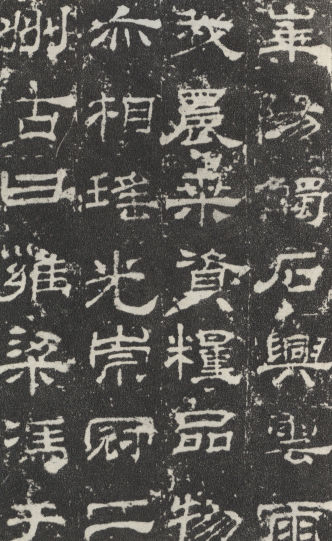
Stentavla med kanslistil från Handynastin.
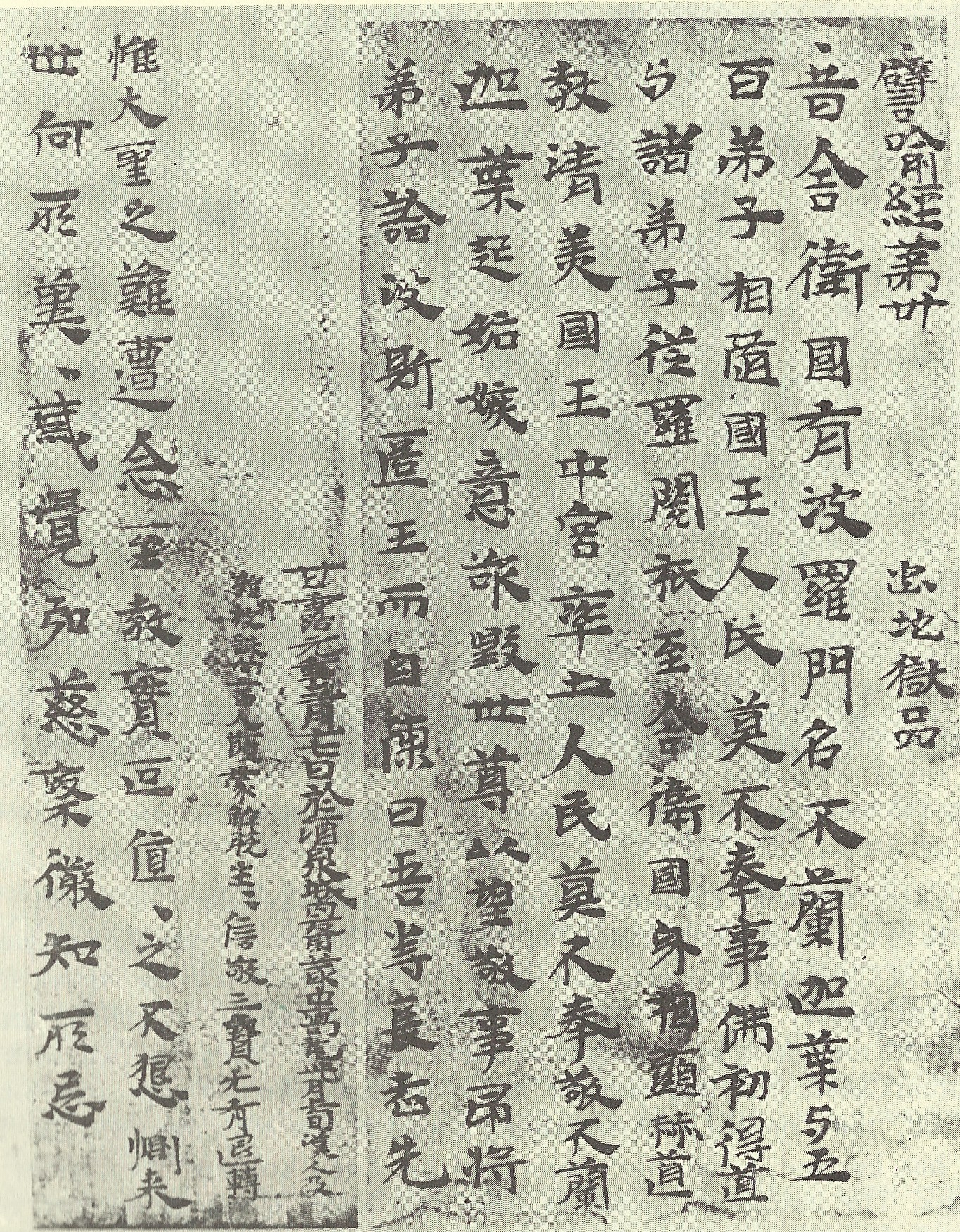
Världens äldsta bok på papper, Phi Yü Ching, från år 256. Texten är skriven i en övergång mellan kanslistil och reguljärskrift.